# Frosties
I Frosties sono una linea di cereali per la prima colazione prodotti dalla Kellogg Company e commercializzati dal 1951. Si tratta di una versione dei Corn flakes glassati con zucchero.

## Promozione

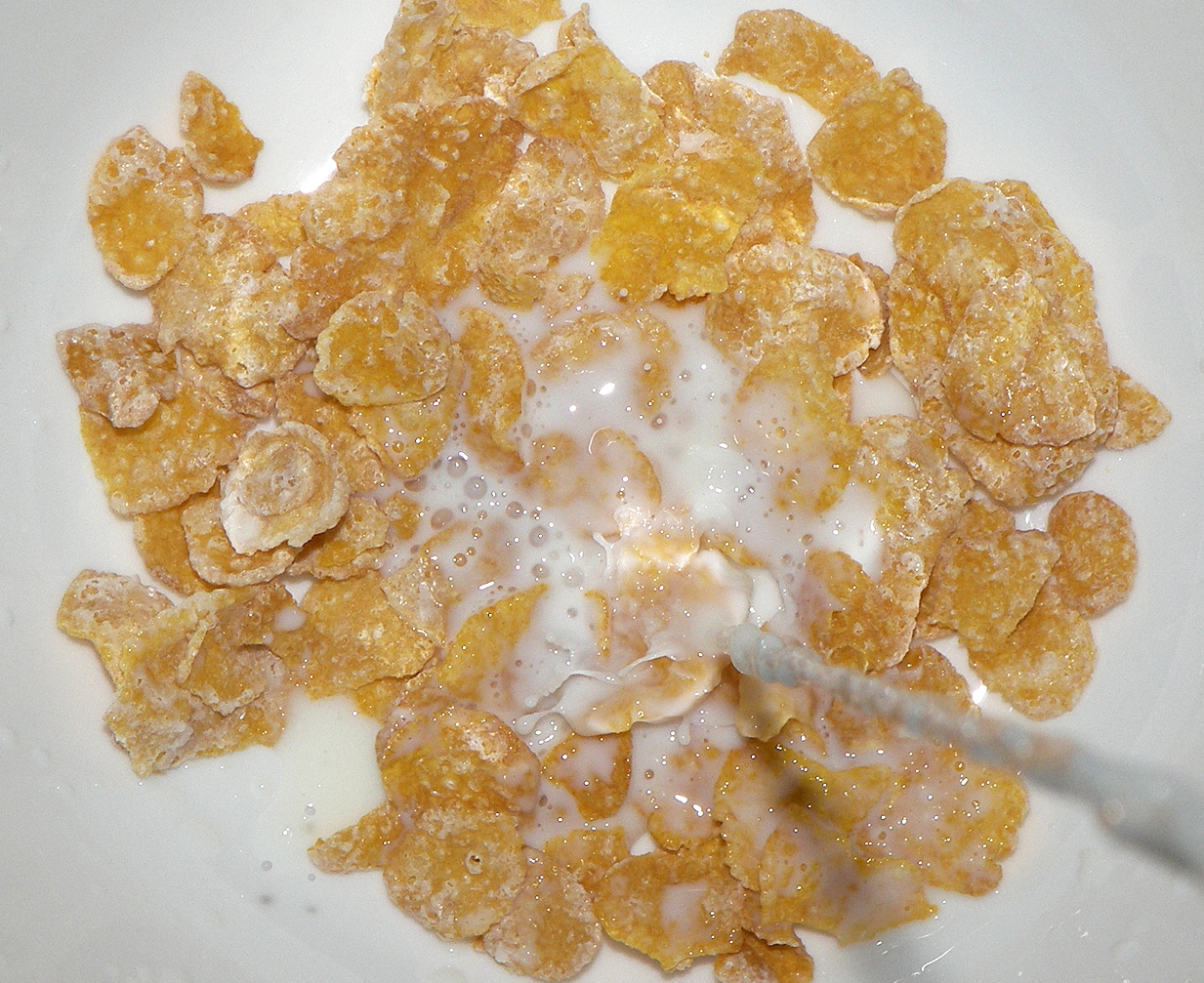
I Frosties.

Tony la tigre è stata la mascotte dei Frosties sin dal primo lancio sul mercato. In originale il personaggio di Tony è stato doppiato dall'attore statunitense Dallas McKennon, in seguito sostituito da Thurl Ravenscroft, che ha continuato a prestare la propria voce a Tony sino alla sua morte, nel 2005. Attualmente il personaggio è doppiato da Jim Van Horne. A partire dagli anni settanta il personaggio è stato maggiormente umanizzato, e gli è stata data nazionalità italo-americana.
La Kellogg's fu uno dei principali sponsor della serie televisiva Adventures of Superman andati in onda negli anni cinquanta. Molte delle pubblicità dei Frosties di quel periodo vedevano protagonista l'attore George Reeves, interprete principale della serie.

## Nomi internazionali
- Frosted Flakes negli Stati Uniti e in Canada
- Frosties in Europa e parte dell'Asia
- Frosti in Francia
- Zucaritas in America Latina
- Sucrilhos in Brasile
- Corn Frosties (コーンフロスティ) in Giappone
- Corn Frost (콘푸로스트) in Corea del Sud